# یونگلا
یونگلا (به انگلیسی: Eungella) یک منطقهٔ مسکونی در استرالیا است که در کوئینزلند واقع شده‌است.